# Acraea fumida
Acraea fumida är en fjärilsart som beskrevs av Paul Mabille 1880. Acraea fumida ingår i släktet Acraea och familjen praktfjärilar. Inga underarter finns listade i Catalogue of Life.